# Jamaikanische Badmintonmeisterschaft 1959
Die Jamaikanische Badmintonmeisterschaft 1959 fand in Kingston statt. Es war die zwölfte Austragung der nationalen Titelkämpfe im Badminton von Jamaika.

## Titelträger
| Disziplin    | Sieger                              |
| ------------ | ----------------------------------- |
| Herreneinzel | Brendan Clear                       |
| Dameneinzel  | Barbara Tai Tenn Quee               |
| Herrendoppel | Danny DaCosta Brendan Clear         |
| Damendoppel  | Norma Haddad Sheila Phillips        |
| Mixed        | Peter Nichols Barbara Tai Tenn Quee |